# Vieille maison villageoise de Goran Živković à Balanovac
La vieille maison villageoise de Goran Živković à Balanovac (en serbe cyrillique : Стара сеоска кућа Горана Живковића у Балиновцу ; en serbe latin : Stara seoska kuća Gorana Živkovića u Balinovcu) se trouve à Balanovac, dans la municipalité de Knjaževac et dans le district de Zaječar, en Serbie. Elle est inscrite sur la liste des monuments culturels protégés de la république de Serbie (identifiant no SK 697),.

## Présentation
La maison a été construite à la fin du XIXe siècle.